# RGB
RGB – jeden z modeli przestrzeni barw, opisywanej współrzędnymi RGB. Jego nazwa powstała ze złożenia pierwszych liter angielskich nazw barw: R – red (czerwonej), G – green (zielonej) i B – blue (niebieskiej), z których model ten się składa. Jest to model wynikający z właściwości odbiorczych ludzkiego oka, w którym wrażenie widzenia dowolnej barwy można wywołać przez zmieszanie w ustalonych proporcjach trzech wiązek światła o barwie czerwonej, zielonej i niebieskiej (zob. promieniowanie elektromagnetyczne).

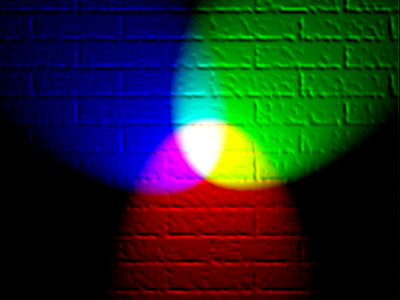
Addytywne mieszanie barw

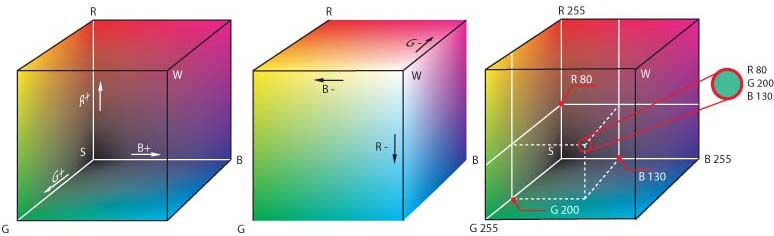
Sześcian kolorów RGB

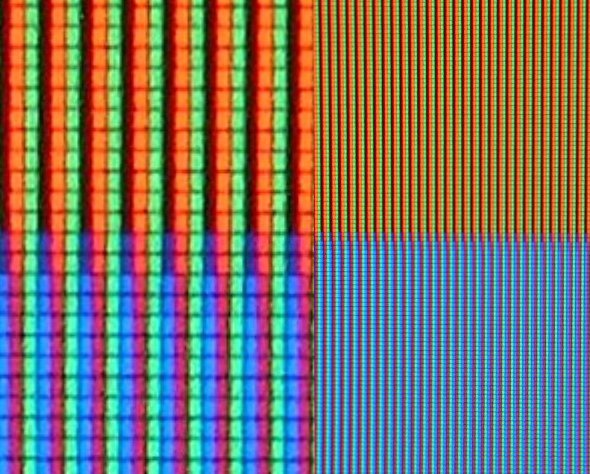
Piksele RGB (czerwony-zielony-niebieski) w telewizorze typu LCD: po prawej – zbliżenie pokazujące kolory pomarańczowy i niebieski, po lewej – jeszcze większe zbliżenie pikseli tworzących te kolory

Z połączenia barw RGB w dowolnych kombinacjach ilościowych można otrzymać szeroki zakres barw pochodnych, np. z połączenia barwy zielonej i czerwonej powstaje barwa żółta. Do przestrzeni RGB ma zastosowanie synteza addytywna, w której wartości najniższe oznaczają barwę czarną, najwyższe zaś – białą. Model RGB jest jednak modelem teoretycznym, a jego odwzorowanie zależy od urządzenia (ang. device dependent), co oznacza, że w każdym urządzeniu każda ze składowych RGB może posiadać nieco inną charakterystykę widmową, a co za tym idzie, każde z urządzeń może posiadać własny zakres barw możliwych do uzyskania.
Model RGB miał pierwotnie zastosowanie do techniki analogowej, obecnie ma również do cyfrowej. Jest szeroko wykorzystywany w urządzeniach analizujących obraz (np. aparaty cyfrowe, skanery) oraz w urządzeniach wyświetlających obraz (np. telewizory, monitory komputerowe).

## Definiowanie kolorów
Zapis koloru jako RGB często stosuje się w informatyce (np. palety barw w plikach graficznych, w plikach html). Najczęściej stosowany jest 24-bitowy zapis kolorów (po 8 bitów na każdą z barw składowych), w którym każda z barw jest zapisana przy pomocy składowych, które przyjmują wartość z zakresu 0–255. W modelu RGB wartość 0 wszystkich składowych daje kolor czarny, natomiast 255 – kolor biały. W rzadszych przypadkach stosuje się modele z inną liczbą bitów na każdą ze składowych (np. po 9, 10, 12 lub 16), co daje dużo większe możliwości przy manipulowaniu kolorem.

### HTML
W składni HTML można podawać kolory RGB na różne sposoby, w tym korzystając nawet z ustalonych nazw (np. Black, Gold, Red). Natomiast numerycznie najczęściej korzysta się z zapisu szesnastkowego, opisując każdą składową dwiema cyframi od 0 do F.
Na przykład dla koloru tła:
- kolor czarny:   style="background:#000000;"
- kolor khaki:    style="background:#F0E68C;"
- kolor biały:    style="background:#FFFFFF;"

przy czym dla par powtarzających się cyfr można stosować zapis skrócony, np.:
- kolor żółty to #FFFF00 lub #FF0.

Składowe można podawać również w zapisie dziesiętnym, np.:
- kolor czerwony: style="background:rgb(255,0,0);"

...a nawet procentowo, np.:
- kolor czerwony: style="background:rgb(100%,0%,0%);"

są to jednak metody mniej popularne.

### Math
W składni wzorów matematycznych Math (LaTeX) kolory RGB można podawać na dwa sposoby:
- \color[RGB]{#,#,#} – z wartościami składowych od 0 do 255 w postaci liczb całkowitych,
- \color[rgb]{#,#,#} – z wartościami składowych od 0 do 1 w postaci ułamka dziesiętnego.

## Indywidualny numer koloru
Każdy kolor RGB posiada indywidualny numer. W przypadku zapisu 24-bitowego (8+8+8) korzysta się ze wzoru:
{\displaystyle {\text{numer koloru}}=R\cdot 256^{2}+G\cdot 256+B,}
gdzie każda ze składowych {\displaystyle R,} {\displaystyle G} i {\displaystyle B} przyjmuje wartość od 0 do 255, ale jest pomnożona przez inną potęgę liczby 256 {\displaystyle (256^{2},256^{1},256^{0}).}
W sumie jest wtedy {\displaystyle 256^{3}=16\ 777\ 216} różnych kolorów, zawierających się w przedziale {\displaystyle \langle 0-16\ 777\ 215\rangle .}
Na przykład:
| Mnożnik                        | Wartość składowej       | Wartość składowej             | Wartość składowej              | Wartość składowej              | Wartość składowej   | Wartość składowej                    |
| Mnożnik                        | {\displaystyle n=0}     | {\displaystyle n=1}           | {\displaystyle n=2}            | {\displaystyle n=3}            | {\displaystyle ...} | {\displaystyle n=255}                |
| ------------------------------ | ----------------------- | ----------------------------- | ------------------------------ | ------------------------------ | ------------------- | ------------------------------------ |
| {\displaystyle 256^{2}(65536)} | {\displaystyle R_{0}=0} | {\displaystyle R_{1}=65\ 536} | {\displaystyle R_{2}=131\ 072} | {\displaystyle R_{3}=196\ 608} | {\displaystyle ...} | {\displaystyle R_{255}=16\ 711\ 680} |
| {\displaystyle 256^{1}(256)}   | {\displaystyle G_{0}=0} | {\displaystyle G_{1}=256}     | {\displaystyle G_{2}=512}      | {\displaystyle G_{3}=768}      | {\displaystyle ...} | {\displaystyle G_{255}=65\ 280}      |
| {\displaystyle 256^{0}(1)}     | {\displaystyle B_{0}=0} | {\displaystyle B_{1}=1}       | {\displaystyle B_{2}=2}        | {\displaystyle B_{3}=3}        | {\displaystyle ...} | {\displaystyle B_{255}=255}          |

W ten sposób numer koloru czarnego wyniesie:
{\displaystyle R_{0}+G_{0}+B_{0}=0+0+0=0}
i analogicznie numer koloru białego:
{\displaystyle R_{255}+G_{255}+B_{255}=16\ 711\ 680+65\ 280+255=16\ 777\ 215}
który jest równoważny liczbie wszystkich kolorów pomniejszonej o 1, gdyż nadawanie numerów zaczyna się od zera:
{\displaystyle 256^{3}-1=16\ 777\ 216-1=16\ 777\ 215.}